# Autonomy Corporation
Autonomy Corporation è un'azienda multinazionale d'informatica specializzata in servizi software che comprendono e rielaborano informazioni strategicamente importanti per i clienti. Fondata nel 1996 a Cambridge, Regno Unito, Autonomy Corporation viene acquisita nell'ottobre 2011 da Hewlett-Packard. Oggi l'azienda ha le sedi principali a Cambridge e a San Francisco, USA.
Autonomy Corporation usa una combinazione di tecnologie innovative concepite in ricerche dell'Università di Cambridge. Le applicazioni sviluppate permettono, attraverso il riconoscimento di pattern basate sull'inferenza bayesiana unite alle metodologie tradizionali, di ottenere da dati non strutturati informazioni e conoscenza. Il valore del software è dato dalla comprensione e analisi dei dati non strutturati.

## La storia 1996 - 2011
Autonomy viene fondata nel 1996 a Cambridge, Regno Unito, da Micheal Lynch e Richard Gaunt come attività secondaria della Cambridge Neurodynamics, un'azienda specializzata nel riconoscimento elettronico delle impronte digitali.

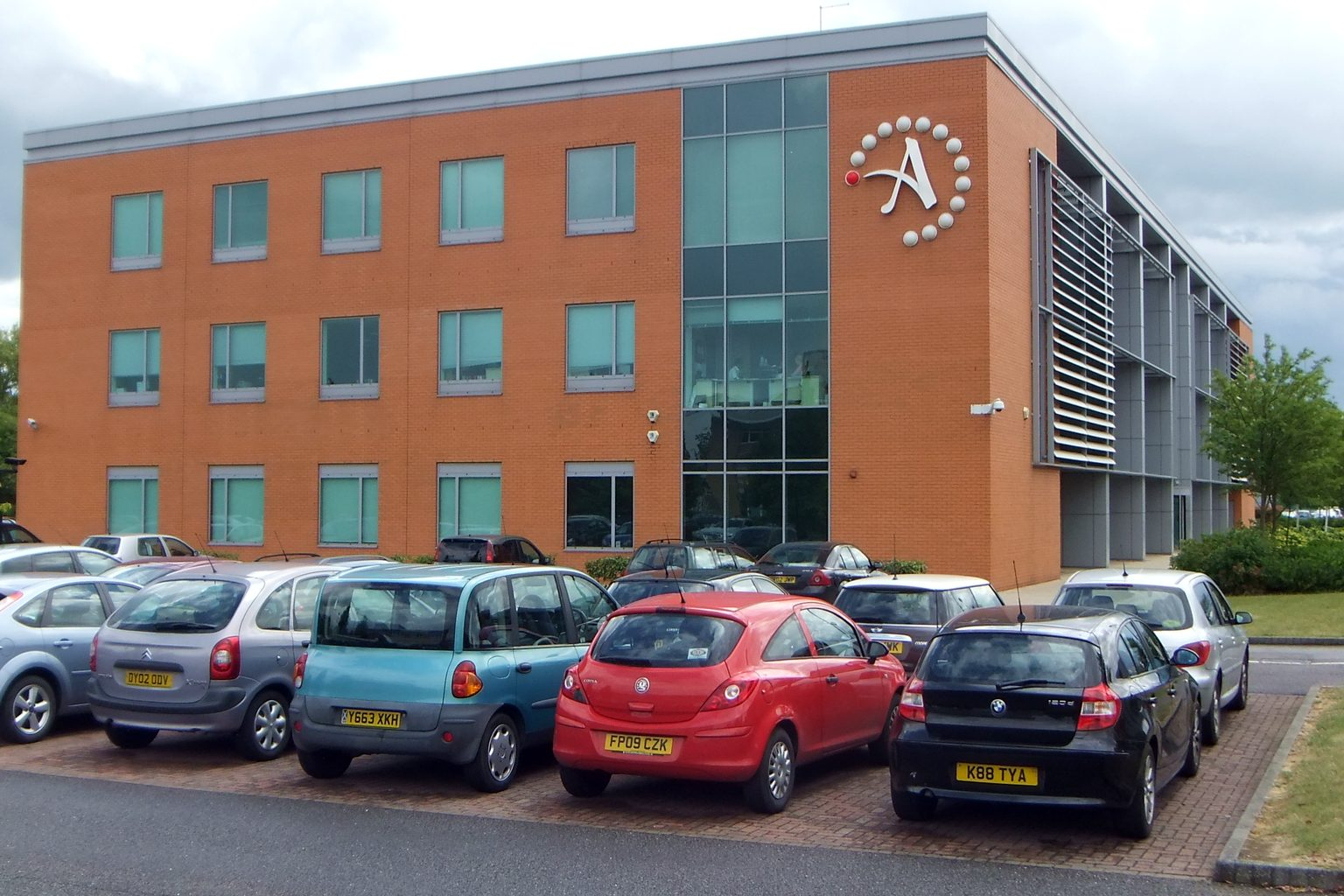
Sede di Autonomy a Cambridge

Autonomy approda in borsa nel listino NASDAQ con azioni a valore nominale di circa £0.30, che poi raggiungono un picco di circa £30 durante la bolla speculativa di internet.
Nel dicembre 2005 Autonomy compra per US$500m Verity Inc., suo principale concorrente e, nello stesso anno, anche Cambridge Neurodynamics.
Nel maggio 2007 Autonomy esercita un'opzione per acquisire una quota nella start-up tecnologica Blinkx Inc., che fonde con la divisione commerciale di Autonomy, meno strategica delle divisioni prodotti e servizi alle imprese e ai clienti istituzionali. In realtà Blinkx Inc. era uno spin-off di Autonomy, fondata nel 2004 da Surnaga Chandratillake, capo della divisione tecnologica statunitense di Autonomy. Autonomy poi vende sul mercato Blinkx, lanciando un'Offerta pubblica iniziale o IPO (Initial Public Offering) con una valutazione della nuova Blinkx attorno ai 250 milioni di dollari.
Autonomy in due anni si fonde con l'azienda che l'aveva generata e con quella che ha generato: compra infatti Cambridge Neurodynamics, l'azienda che l'aveva generata come spin-off, e insieme acquisisce Blinkx Inc., uno spin-off generato da Autonomy, e poi rende autonoma Blinkx PLC vendendola sul mercato di Londra.
Nell'ottobre 2007 acquisisce Zantaz, specializzata in archiviazione di posta elettronica e supporto contenziosi legali, per $375m. Sempre nello stesso mese acquisisce per £20m Meridio Holdings Ltd, azienda con sede nell'Irlanda del Nord specializzata nell'archiviazione e fruizione dei documenti elettronici aziendali.
Nel marzo 2009 acquisisce Interwoven, azienda californiana focalizzata in CMS per realizzazioni reti intranet per $775m. Interwoven diviene Autonomy Interwoven e più recentemente Autonomy iManage. Nel giugno 2010 la compagnia annuncia l'acquisizione di Information Governance business.
Il 5 maggio 2011 Autonomy Corporation annuncia la sua sponsorizzazione nel campionato di Formula 1 nel team Mercedes AMG F1 con un investimento di $8 mil.

## Hewlett-Packard: dal 2011 a oggi
Il 18 agosto 2011 Hewlett Packard annuncia l'intenzione di acquisire il controllo di Autonomy Corporation, con un'offerta di US$42.11 ad azione pari a $10.2B.  L'offerta è stata approvata all'unanimità da entrambi i consigli di amministrazione  e nell'ottobre del 2011 Hewlett Packard riesce ad ottenere l'87% delle azioni Autonomy.
Nel maggio 2012, a causa di un sensibile riduzione dei profitti,  Mike Lynch viene licenziato dal ruolo di amministratore delegato.

## Prodotti

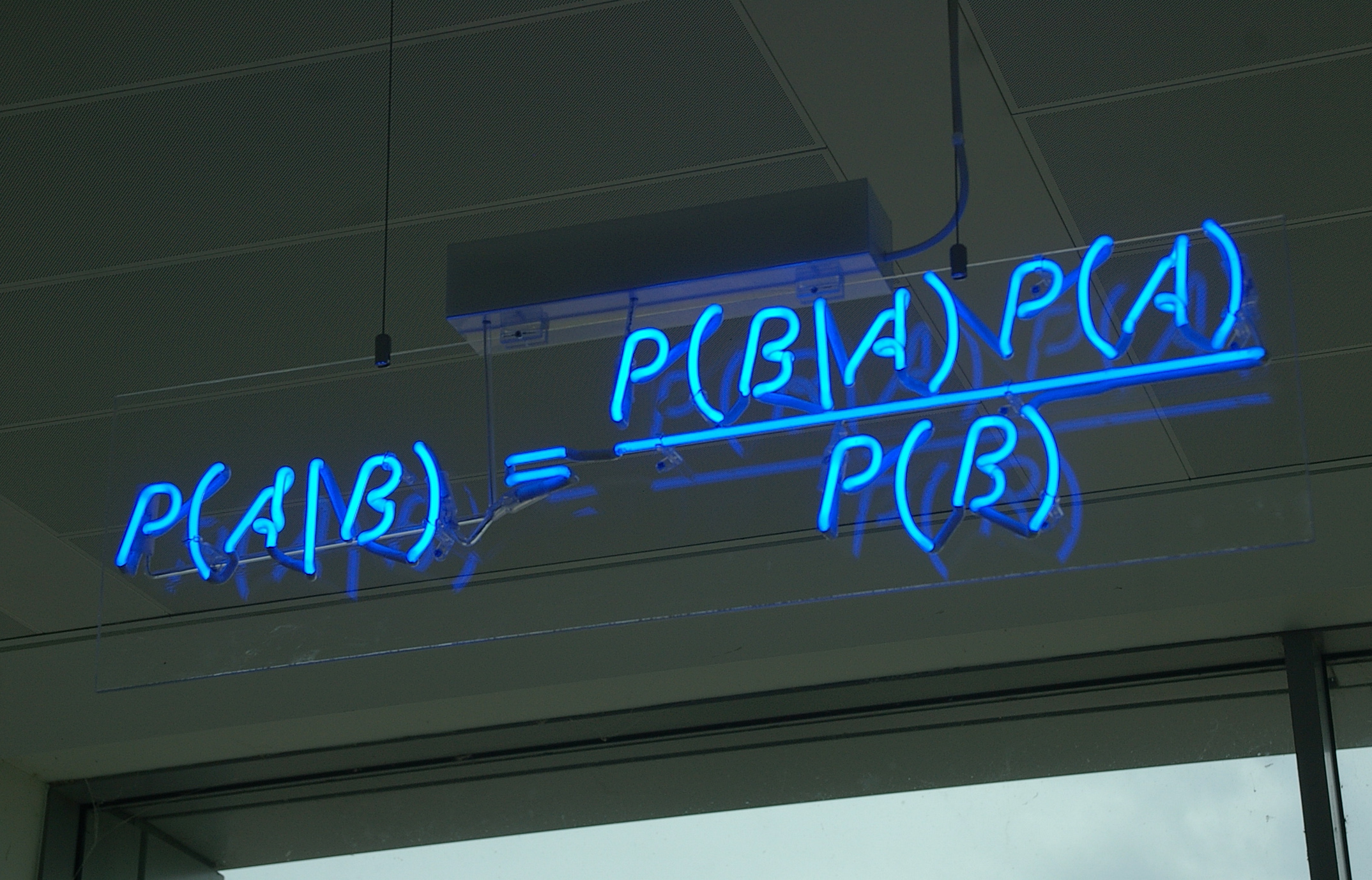
Teorema di Bayes riprodotto in un'insegna a tubi fluorescenti negli uffici di Cambridge

La principale tecnologia di Autonomy è chiamata IDOL Intelligent Data Operating Layer.
IDOL permette l'acquisizione e la rielaborazione di dati non strutturati presi da diverse fonti quali: database, audio, foto, video, file di testo o streaming. L'elaborazione dei dati attraverso il sistema IDOL produce quello che Autonomy chiama Meaning-Based Computing. In pratica la tecnologia di Autonomy permette di inferire il significato della massa dei dati elaborati in base a quanto l'utente vuole cercare, o a quanto può essere rilevante nella sua ricerca. L'approccio di ricerca è basato sull'inferenza bayesiana che deriva dal teorema di Bayes.
Il 29 novembre 2011 HP annuncia l'uscita di una nuova piattaforma di analisi dati su vasta scala chiamata HP Next Generation Information Platform,  basata sulla combinazione della tecnologia Autonomy IDOL 10 ed il software di analisi e gestione del database di Vertica.
Questo annuncio segnala la decisione strategica di HP di riposizionarsi sul mercato di soluzioni software integrate per aziende, fondendo l'analisi e la comprensione di dati strutturati e delle informazioni non strutturate, che rappresentano circa l'80% dei dati presenti su internet. Questo permette di gestire enormi flussi di dati (email, video, foto, testi etc.) in maniera unificata.